# Raisch (Wüstung)
Raisch ist eine Wüstung im Truppenübungsplatz Hohenfels im Landkreis Neumarkt in der Oberpfalz in Bayern.

## Geographische Lage
Die Wüstung liegt im Oberpfälzer Jura der Fränkischen Alb auf 510 m über NHN in der Flur zwischen den Erhebungen Raischer Berg (591 m ü. NHN), Hummelberg (590 m ü. NHN), Muschenberg (597 m ü. NHN), Steiniger Berg (608 m ü. NHN) und Pfeifenspitz (584 m ü. NHN).

## Verkehr
Historisch war Raisch über den Riechterweg aus Südwesten, den Herrmannsdorferweg aus Südosten und den Geroldseerweg und den Oberen Gschwanderweg aus Nordosten zu erreichen.

## Geschichte
Raisch ist erstmals im Urbar des Benediktinerklosters Kastl von ca. 1325 genannt; das Kloster besaß dort 5 Huben. Hochgerichtlich unterstand der Weiler dem Amt Velburg. Im 16. Jahrhundert stritten sich das Kloster und das Amt um die Niedergerichtsbarkeit über die Höfe; schließlich hatte das Kloster um 1600 nur noch drei Güter im Weiler in Besitz. Zu dieser Zeit hatte auch die Herrschaft Lutzmannstein Besitz in Raisch, so dass die Grenze zwischen den Herrschaftsgebieten Velburg und Lutzmannstein durch den Weiler verlief.
Am Ende des Alten Reiches, um 1800, bestand Raisch unter dem Amt Velburg aus acht Anwesen, nämlich aus zwei ganzen Höfen der Untertanen Möhringer (Mehringer dort noch 1876) und Knoll, einem Viertelhof, zwei „Gütl“ und drei „Häusl“; auch gab es ein gemeindliches Hirtenhaus.
Im neuen Königreich Bayern (1806) wurden zunächst Steuerdistrikte aus jeweils mehreren Orten gebildet, darunter Hörmannsdorf im Landgericht Parsberg mit den Ortschaften Hörmannsdorf, Breitenthal, Holzheim, Kühnhausen, Raisch, Eichensee und Weiherstetten. Mit dem zweiten Gemeindeedikt von 1818 wurde Raisch zur Ruralgemeinde Ronsolden gegeben. Aus dieser schied der Weiler wieder aus und wurde zum 1. Januar 1946 ein Ortsteil der Gemeinde Hörmannsdorf. Diese Gemeinde wurde im Zuge der Gebietsreform in Bayern am 1. Januar 1972 in die Stadt Velburg eingemeindet. Der Ortsteil Raisch war bereits bis zum 1. Oktober 1951 im Zuge der Bildung des Truppenübungsplatzes für US- und NATO-Truppen geräumt worden und ist heute eine Wüstung ohne obertägige Spuren.
Die Kinder von Raisch gingen spätestens seit dem 19. Jahrhundert in den Pfarrort Hörmannsdorf zur Schule, wo der Lehrer um 1835 gleichzeitig Mesner und Cantor war.

### Einwohner- und Gebäudezahl
- 1836 40 Einwohner, 8 Häuser in „Reisch“,[10]
- 1867 53 Einwohner, 22 Gebäude,[11]
- 1871 44 Einwohner, 23 Gebäude, im Jahr 1873 mit einem Großviehbestand von 6 Pferden und 40 Stück Rindvieh,[12]
- 1900 32 Einwohner, 7 Wohngebäude,[13]
- 1925 42 Einwohner, 6 Wohngebäude,[14]
- 1937 43 Einwohner (Katholiken),[15]
- 1950 42 Einwohner, 6 Wohngebäude.[16]

### Kirchliche Verhältnisse
Raisch lag im Sprengel der katholischen Pfarrei Hörmannsdorf im Landkapitel Berching des Bistums Eichstätt. 1540 wurde unter Pfalz-Neuburg die Reformation eingeführt; die Rekatholisierung erfolgte 1618. 1584 war die Kapelle zu Raisch bereits „eingegangen“.

## Baudenkmäler
In der Wüstung Raisch haben sich untertägig mittelalterliche und frühneuzeitliche Befunde erhalten. Sie sind in die Denkmalliste des Bayerischen Landesamtes für Denkmalpflege unter D-3-6736-0066 eingetragen.